# Norrländska Mästerskapet
A Norrländska Mästerskapet egy már megszűnt svéd labdarúgókupa-sorozat, amely azt volt hivatott eldönteni, ki legyen Norrland régió bajnoka. Érdekesség, hogy az észak-svéd csapatok nagy része, kivéve Medelpad tartomány klubjait, egészen az 1952-53-as szezonig nem játszhattak a svéd bajnokságban.

## Győztesek
| Szezon  | Győztes                     | Második              |
| ------- | --------------------------- | -------------------- |
| 1925    | Strands IF (1)              | Bodens BK            |
| 1926    | Bodens BK (1)               | IFK Östersund        |
| 1927    | Söderhamns Skärgårds IF (1) | IFK Östersund        |
| 1928    | Bodens BK (2)               | GIF Sundsvall        |
| 1929    | Bodens BK (3)               | Norrbyskärs GIK      |
| 1930–31 | Nem rendezték meg           |                      |
| 1932    | Malmbergets AIF (1)         | Ljusne AIK           |
| 1933–35 | Nem rendezték meg           |                      |
| 1936    | Bodens BK (4)               | Kubikenborgs IF      |
| 1937    | Bodens BK (5)               | Sandviks IK          |
| 1938    | Bodens BK (6)               | Kramfors IF          |
| 1939    | Domsjö IF (1)               | Bodens BK            |
| 1940    | Nem rendezték meg           |                      |
| 1941    | Bodens BK (7)               | IF Älgarna           |
| 1942    | GIF Sundsvall (1)           | IFK Holmsund         |
| 1943    | IF Friska Viljor (1)        | IFK Holmsund         |
| 1944    | Bodens BK (8)               | Sävenäs/Rönnskärs IF |
| 1945–46 | Nem rendezték meg           |                      |
| 1947    | Ljusne AIK (1)              | Skellefteå AIK       |
| 1948    | IFK Holmsund (1)            | Fagerviks GF         |
| 1949    | IFK Östersund (1)           | Bodens BK            |
| 1950    | Skellefteå AIK (1)          | Ljusdals IF          |
| 1951    | Skellefteå AIK (2)          | GIF Sundsvall        |
| 1952    | Lycksele IF (1)             | IF Älgarna           |
| 1953    | Fagerviks GF (1)            | Lycksele IF          |

## A legsikeresebb csapatok
| Címek | Klub                    |
| ----- | ----------------------- |
| 8     | Bodens BK               |
| 2     | Skellefteå AIK          |
| 1     | Domsjö IF               |
| 1     | Fagerviks GF            |
| 1     | IF Friska Viljor        |
| 1     | IFK Holmsund            |
| 1     | Ljusne AIK              |
| 1     | Lycksele IF             |
| 1     | Malmbergets AIF         |
| 1     | Strands IF              |
| 1     | GIF Sundsvall           |
| 1     | Söderhamns Skärgårds IF |
| 1     | IFK Östersund           |